# Jamestown, Virginia
Khu định cư Jamestown ở Thuộc địa Virginia là khu định cư lâu dài đầu tiên của người Anh ở châu Mỹ. Nó nằm trên bờ Đông Bắc của sông James, cách trung tâm Williamsburg hiện đại khoảng 2,5 mi (4 km) về phía Tây Nam. Nó được thành lập bởi Công ty Virginia của Luân Đôn với tên gọi "Pháo đài James" vào ngày 4 tháng 5 năm 1607 O.S. (14 tháng 5 năm 1607 N.S.), và được coi là khu định cư vĩnh viễn sau một thời gian ngắn bị bỏ hoang vào năm 1610. Nó diễn ra sau một số nỗ lực thất bại, bao gồm Thuộc địa bị mất Roanoke, được thành lập vào năm 1585 trên đảo Roanoke, sau này là một phần của bang Bắc Carolina. Jamestown từng là thủ đô thuộc địa từ năm 1616 đến năm 1699. Mặc dù đã cử thêm người định cư và tiếp tế đến, hơn 80% người dân thuộc địa đã chết trong các năm 1609–1610, chủ yếu là do đói và bệnh tật. Vào giữa năm 1610, những người sống sót rời bỏ Jamestown, mặc dù họ quay trở lại sau khi gặp một chuyến tiếp tế trên sông James.
Vào tháng 8 năm 1619, những nô lệ đầu tiên được ghi nhận được đưa từ Châu Phi đến Bắc Mỹ thuộc Anh đã đến khu vực ngày nay là Old Point Comfort gần thuộc địa Jamestown, trên một con tàu tư nhân của Anh treo cờ Hà Lan. Khoảng 20 người châu Phi được đưa từ Angola ngày nay đã bị thủy thủ đoàn người Anh đưa ra khỏi con tàu nô lệ São João Bautista của Bồ Đào Nha. Rất có thể họ đã làm việc trên các cánh đồng thuốc lá với tư cách là nô lệ dưới một hệ thống nô lệ có khế ước dựa trên chủng tộc. Một trong số họ bao gồm Angela, người đã được William Peirce mua lại. Quan niệm hiện đại về chế độ nô lệ ở các thuộc địa của Anh được chính thức hóa vào năm 1640 (phiên điều trần John Punch) và hoàn toàn hợp thức hóa ở Thuộc địa Virginia vào năm 1660.
Khu định cư thứ hai của Công ty London ở Bermuda tuyên bố là địa điểm có thị trấn lâu đời nhất ở Tân Thế giới thuộc Anh, vì St. George's, Bermuda, được chính thức thành lập vào năm 1612 với tên gọi New London, trong khi James Fort ở Virginia không được chuyển đổi thành James Towne cho đến khi 1619, và sau đó đã không sống sót cho đến ngày nay.
Năm 1676, Jamestown bị cố tình đốt cháy trong Cuộc nổi dậy của Bacon, mặc dù nó đã nhanh chóng được xây dựng lại. Năm 1699, thủ phủ của thuộc địa được chuyển đến khu vực ngày nay là Williamsburg, Virginia; Jamestown không còn tồn tại như một khu định cư và ngày nay chỉ còn là một địa điểm khảo cổ, Jamestown Rediscovery.
Nó được biết đến với ý nghĩa lịch sử là nơi định cư lâu dài của người Anh đầu tiên ở Mỹ. Thị trấn là nơi có nhiều bảo tàng và di tích lịch sử, bao gồm Khu định cư Jamestown và Bảo tàng Cách mạng Hoa Kỳ tại Yorktown, nơi trưng bày lịch sử phong phú của khu vực.
Ngày nay, Jamestown là một trong ba địa điểm tạo nên Tam giác lịch sử của Thuộc địa Virginia, cùng với Williamsburg và Yorktown, với hai địa điểm di sản chính. Lịch sử Jamestowne là địa điểm khảo cổ trên Đảo Jamestown và là nỗ lực hợp tác của Địa điểm Lịch sử Quốc gia Jamestown (một phần của Công viên Lịch sử Quốc gia Thuộc địa) và Khu bảo tồn Virginia. Khu định cư Jamestown, một địa điểm diễn giải lịch sử sống, được điều hành bởi Quỹ Jamestown Yorktown, một cơ quan tiểu bang của Thịnh vượng chung Virginia.

## Attribution
- Bài viết này kết hợp tài liệu thuộc phạm vi công cộng từ website hay thư mục thuộc Cục Công viên Quốc gia Hoa Kỳ.

- Bài viết này kết hợp tài liệu thuộc phạm vi công cộng từ website hay thư mục thuộc Cục Công viên Quốc gia Hoa Kỳ.